# Лопухов, Анатолий Владимирович
Анатолий Владимирович Лопухов (1926—1990) — подпольщик и участник Великой Отечественной войны, участник антифашистской организации «Молодая Гвардия».

## Биография

### До войны
Анатолий Лопухов родился 17 апреля 1926 года на руднике Лотиково Славяносербского района Луганской области в семье служащих. Отец Анатолия — Владимир Иванович — до войны заведовал клубом имени Ленина. Мать — Полина Дмитриевна. Вскоре семья Лопуховых переехала в Краснодон. Учился Анатолий в СШ N1 им. Горького, где окончил 8 классов.
В 1941 году стал комсомольцем.

### Во время войны
В период немецкой оккупации вступил в подпольную организацию «Молодая гвардия». Вместе с товарищами писал и расклеивал листовки, участвовал в разгроме вражеских автомашин, пополнял арсенал молодогвардейцев автоматами, патронами, гранатами, проводил антинацистскую агитацию среди населения.
В январе 1943 года Анатолию Лопухову удалось избежать ареста. Он ушел из Краснодона, долгое время скрывался в шахтёрских поселках.
В районе Александровки, недалеко от Ворошиловграда, перешел линию фронта и добровольно вступил в ряды Красной Армии. Принимал участие в боях за освобождение Украины.
10 октября 1943 года был ранен.

### После войны
После госпиталя приехал в родной Краснодон. Здесь принимал активное участие в создании музея «Молодая гвардия», был его первым директором, проводил большую воспитательную работу среди молодежи.
В сентябре 1944 года Анатолий Лопухов поступил в Ленинградское училище зенитной артиллерии. По окончании учёбы был командиром взвода и секретарем бюро ВЛКСМ подразделения, затем помощником начальника политотдела училища по работе среди комсомольцев.
В 1948 году Анатолий Владимирович стал членом Коммунистической партии.
В 1955 году капитан Лопухов был принят в Военно-политическую академию имени В. И. Ленина. После её окончания служил политработником в воинских частях ПВО Советской Армии. В последующие годы он работал во многих районах Советского Союза, неоднократно избирался депутатом городских и областных Советов депутатов трудящихся.
Умер 5 октября 1990 в Днепропетровске, где жил после военной службы.

## Награды
Награждён орденом Красной Звезды, медалями «Партизану Отечественной войны» 1-й степени, «За отвагу» и другими.